# Бжезіни (Ленчинський повіт)
Бжезіни (пол. Brzeziny) — село в Польщі, у гміні Пухачув Ленчинського повіту Люблінського воєводства. Населення — 320 осіб (2011).
У 1975-1998 роках село належало до Люблінського воєводства.

## Історія
З 1975 по 1998 рік село адміністративно входило до колишнього Люблінського воєводства. З 1999 року входить до складу нового Люблінського воєводства.

## Демографія
Демографічна структура станом на 31 березня 2011 року:
|          | Загалом | Допрацездатний вік | Працездатний вік | Постпрацездатний вік |
| -------- | ------- | ------------------ | ---------------- | -------------------- |
| Чоловіки | 145     | 35                 | 99               | 11                   |
| Жінки    | 175     | 42                 | 94               | 39                   |
| Разом    | 320     | 77                 | 193              | 50                   |